# Eric-Voegelin-Archiv
Das 1990 gegründete Eric-Voegelin-Archiv ist eine Forschungseinrichtung des Geschwister-Scholl-Instituts für Politische Wissenschaft an der Ludwig-Maximilians-Universität München. Leiter ist der emeritierte Professor des GSI Peter J. Opitz.

## Tätigkeitsgebiet
Das Eric-Voegelin-Archiv widmet sich intensiv der Voegelin-Forschung und der Herausgabe vieler Schriften Voegelins, die bis dahin nur auf Englisch verfügbar waren.
Seit 1996 erscheinen die sogenannten Occasional Papers, die kleine Arbeiten Voegelins enthalten und gleichzeitig als mehrsprachiges Forum für die internationale Auseinandersetzung mit seinem Werk dienen.
Es werden Fachtagungen und Einzelvorträge durchgeführt. Außerdem widmet sich das Archiv in der Tradition Voegelins der Erforschung des Verhältnisses von Politik 
und Religion(en), insbesondere vor dem Hintergrund aktueller Herausforderungen durch die Globalisierung. Über die Eric-Voegelin-Gesellschaft für Politik, Kultur und Religion e.V. hält es zahlreiche Kontakte in verschiedene Länder.
Eric Voegelins Privatbibliothek ist an der benachbarten Friedrich-Alexander-Universität Erlangen-Nürnberg angesiedelt.

## Veröffentlichungen

### Schriften Voegelins
- mit A. Schütz, L. Strauss, A. Gurwitsch: Briefwechsel über „Die Neue Wissenschaft der Politik“. Hrsg. von Peter J. Opitz, Freiburg i. B./München 1993.
- Die politischen Religionen. Hrsg. und mit einem Nachwort versehen von Peter J. Opitz, München 1993. 2. Auflage 1996.
- Autobiographische Reflexionen. Hrsg., eingeleitet und mit einer Bibliographie der Schriften Eric Voegelins von Peter J. Opitz. München 1994.
- Das Volk Gottes. Sektenbewegungen und der Geist der Moderne. Hrsg., eingeleitet und mit einem Essay von Peter J. Opitz. Übersetzt von Heike Kaltschmidt. München 1994.
- „Die spielerische Grausamkeit der Humanisten“. Studien zu Niccolò Machiavelli und Thomas Morus. Übersetzt und mit einem Vorwort von Dietmar Herz, Nachwort von Peter J. Opitz. München 1995.
- Die Größe Max Webers. Hrsg. und mit einem Nachwort von Peter J. Opitz. München 1995.
- Evangelium und Kultur. Das Evangelium als Antwort. Mit einem Vorwort von Wolfhart Pannenberg. Übersetzt und mit einem Nachwort von Helmut Winterholler. München 1997.
- Der Gottesmord. Zur Geschichte und Gestalt der modernen politischen Gnosis. Hrsg. und eingeleitet von Peter J. Opitz, mit einem Nachwort von Thomas Hollweck. München 1999.
- Ordnung und Geschichte. Hrsg. von Peter J. Opitz und Dietmar Herz.
  - Band 1: Die kosmologische Reiche des Alten Orients – Mesopotamien und Ägypten. Hrsg. von Jan Assmann. Übersetzt von Reinhard Sonnenschmidt, München 2002.
  - Band 2: Israel und die Offenbarung – Die Geburt der Geschichte. Hrsg. von Friedhelm Hartenstein und Jörg Jeremias. Übersetzt von Uta Uchegbu, Friedhelm Hartenstein und Nils Winkler. München 2005.
  - Band 3: Israel und die Offenbarung – Mose und die Propheten. Hrsg. von Friedhelm Hartenstein und Jörg Jeremias. Übersetzt von Uta Uchegbu und Nils Winkler. München 2005.
  - Band 4: Die Welt der Polis – Gesellschaft, Mythos und Geschichte. Hrsg. von Jürgen Gebhardt. Übersetzt von Lars Hochreuther und Heide Lipecky. München 2002.
  - Band 5: Die Welt der Polis – Vom Mythos zur Philosophie. Hrsg. von Jürgen Gebhardt. Übersetzt von Dora Fischer-Barnicol und Gabriele von Sivers. München 2003.
  - Band 6: Platon. Hrsg. von Dietmar Herz. Übersetzt von Veronika Weinberger. München 2002.
  - Band 7: Aristoteles. Hrsg. von Peter J. Opitz. Übersetzt von Helmut Winterholler. München 2001.
  - Band 8: Das Ökumenische Zeitalter – Die Legitimität der Antike. Hrsg. von Thomas Hollweck. Übersetzt von Wibke Reger. München 2004.
  - Band 9: Das Ökumenische Zeitalter - Weltherrschaft und Philosophie. Hrsg. von Manfred Henningsen. Übersetzt von Jörg Fündling und Veronika Weinberger. München 2004.
  - Band 10: Auf der Suche nach Ordnung. Hrsg. von Paul Caringella und Gilbert Weiss. Übersetzt von Helmut Winterholler. München 2004.
- Jean Bodin. Hrsg. und mit einem Nachwort von Peter J. Opitz. Übersetzt von Dora Fischer-Barnicol und Gabriele von Sivers. München 2003.
- Giambattista Vico - La Scienza Nuova. Hrsg. und mit einem Vorwort von Peter J. Opitz, mit einem Nachwort von Stephan Otto. Übersetzt von Nils Winkler und Anna E. Frazier. München 2003.
- Die Neue Wissenschaft der Politik. Hrsg. und mit einem Nachwort von Peter J. Opitz. München 2004.
- Anamnesis. Zur Theorie von Geschichte und Politik. Mit einem Nachwort von Peter J. Opitz. Freiburg i. B./München 2005.
- Mysterium, Mythos und Magie. Bewusstseinsphilosophische Meditationen. Hrsg. von Peter J. Opitz. Wien 2006.
- Hitler und die Deutschen. Hrsg. von Manfred Henningsen. München 2006.

### Forschungsliteratur
- G. Weiss: Theorie, Relevanz und Wahrheit. Eine Rekonstruktion des Briefwechsels zwischen Eric Voegelin und Alfred Schütz (1938-59). München 2000.
- G. Price: Eric Voegelin: International Bibliography, 1921-2000. Mit einem Vorwort von Peter J. Opitz. München 2001.
- T. Marsen: Zwischen „reeducation“ und Politischer Philosophie. Der Aufbau der Politischen Wissenschaft in München nach 1945. München 2001.
- C. Schwaabe: Freiheit und Vernunft in der unversöhnten Moderne. Max Webers kritischer Dezisionismus als Herausforderung des politischen Liberalismus. München 2001.
- M. Ley, H. Neisser, G. Weiss (Hrsg.): Politische Religion? Politik, Religion und Anthropologie im Werk Eric Voegelins. München 2003.
- M. Puhl: Eric Voegelin in Baton Rouge. München 2005.
- M. Ley, G. Weiss: Voegelin in Wien. Frühe Schriften 1920-1938. Wien 2007.
- Peter J. Opitz: Glaube und Wissen. Der Briefwechsel zwischen Eric Voegelin und Leo Strauss von 1934 bis 1964. Fink, München 2010, ISBN 978-3-77054967-2.